# Quebrada del Rosario
Quebrada del Rosario es un corregimiento del distrito de Las Minas en la provincia de Herrera, República de Panamá. La población tiene 794 habitantes (2010).